# Plazník

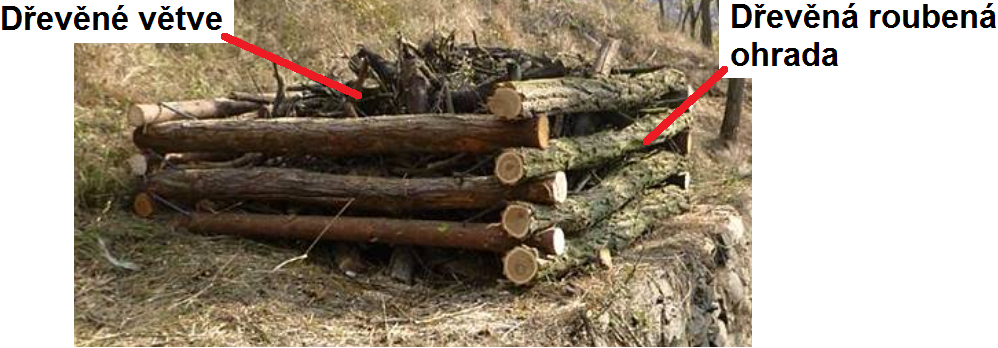
Příklad jednoduchého plazníku

Plazník, případně hadník, je uměle vybudovaný příbytek (útočiště) pro plazy a obojživelníky, který slouží také jako líhniště, zimoviště či úkryt před predátory. Plazník je nejčastěji částečně zahlouben a vzniká nahromaděním přírodních materiálů jako jsou suché větve, sláma, kamení, listí a zemina. Plazník by měl být postaven nejlépe tak, aby jeho jádro v zimě nezamrzlo. Vhodné je tedy jeho umístění na slunné místo. Je-li uvnitř dostatečné teplo, tak to podporuje ektotermním (studenokrevným) živočichům úspěšně přežít zimní období. Může být také vytvořen jako roubená konstrukce z dřevěné kulatiny, do které jsou umístěny větve, listí a ty zasypány zeminou. Mezi větvemi tak vznikne velké množství skulin, které jsou potřebné pro život plazů. Přirozený rozklad dřevní hmoty, listí a slámy uvnitř plazníku, láká některé druhy hmyzu, které se zde zabydlí a mohou sloužit jako potrava pro plazy a obojživelníky. Plazníky přispívají k ochraně plazů a obojživelníků. Roubená konstrukce by měla být více než 1 metr vysoká, aby chránila umělé líhniště proti prasatům divokým. Rozdíl mezi líhništěm a zimovištěm spočívá zejména v zahloubení a oddrenážování zimoviště.